# Echinocereus arizonicus
Echinocereus arizonicus, conocida comúnmente como alicoche de Arizona, es una especie de planta suculenta perteneciente al género Echinocereus, dentro de la familia Cactaceae. Se distribuye desde Arizona y Nuevo México, hasta el noreste de México (concretamente en el estado de Chihuahua).   

## Descripción
Echinocereus arizonicus es una especie de cactus que forma grupos al ramificarse desde la base. Cada agrupación suele contener entre 4 y 20 tallos, aunque algunos ejemplares pueden presentar entre 50 y más de 100.
Los tallos son cilíndricos y erectos, con alturas que varían entre 10 y 40 cm y diámetros de 5 a 10 cm (excepcionalmente 14,5 cm). Presentan entre 8 y 13 costillas ligeramente onduladas. Las areolas se ubican a una distancia de 1 a 1,5 cm entre sí y poseen espinas rectas o curvadas. Cada tallo cuenta con 1 a 8 espinas centrales que miden entre 1,5 y 5 cm, se proyectan hacia afuera y muestran colores que van del amarillo marrón al rojo oscuro, volviéndose grises con el tiempo. Además, tienen entre 7 y 14 espinas radiales, más cortas (0,5 a 2,5 cm), que se adhieren al tallo y también cambian a tonos grises con la edad.
Las flores exhiben colores que van del rojo intenso al naranja brillante, a veces con un centro de tonalidad amarillenta o verdosa. Surgen en el tercio superior del tallo a través de la epidermis y son hermafroditas, con órganos reproductores masculinos y femeninos. Miden entre 5,5 y 7 cm de largo y de 3,5 a 5 cm de ancho. El tubo floral tiene una longitud de 2,5 a 3,5 cm y presenta espinas cortas de hasta 1,5 cm, junto con pelos de aproximadamente 2 mm. Las anteras pueden ser de color rosa, rojo ladrillo o púrpura, y la cámara de néctar mide entre 0,6 y 1 cm.
Las flores permanecen abiertas entre 3 y 5 días, abriéndose por la mañana y cerrándose al anochecer, así como en días nublados o durante las horas más cálidas del día. El ciclo completo desde la aparición del botón floral hasta el marchitamiento dura entre 10 y 14 días.

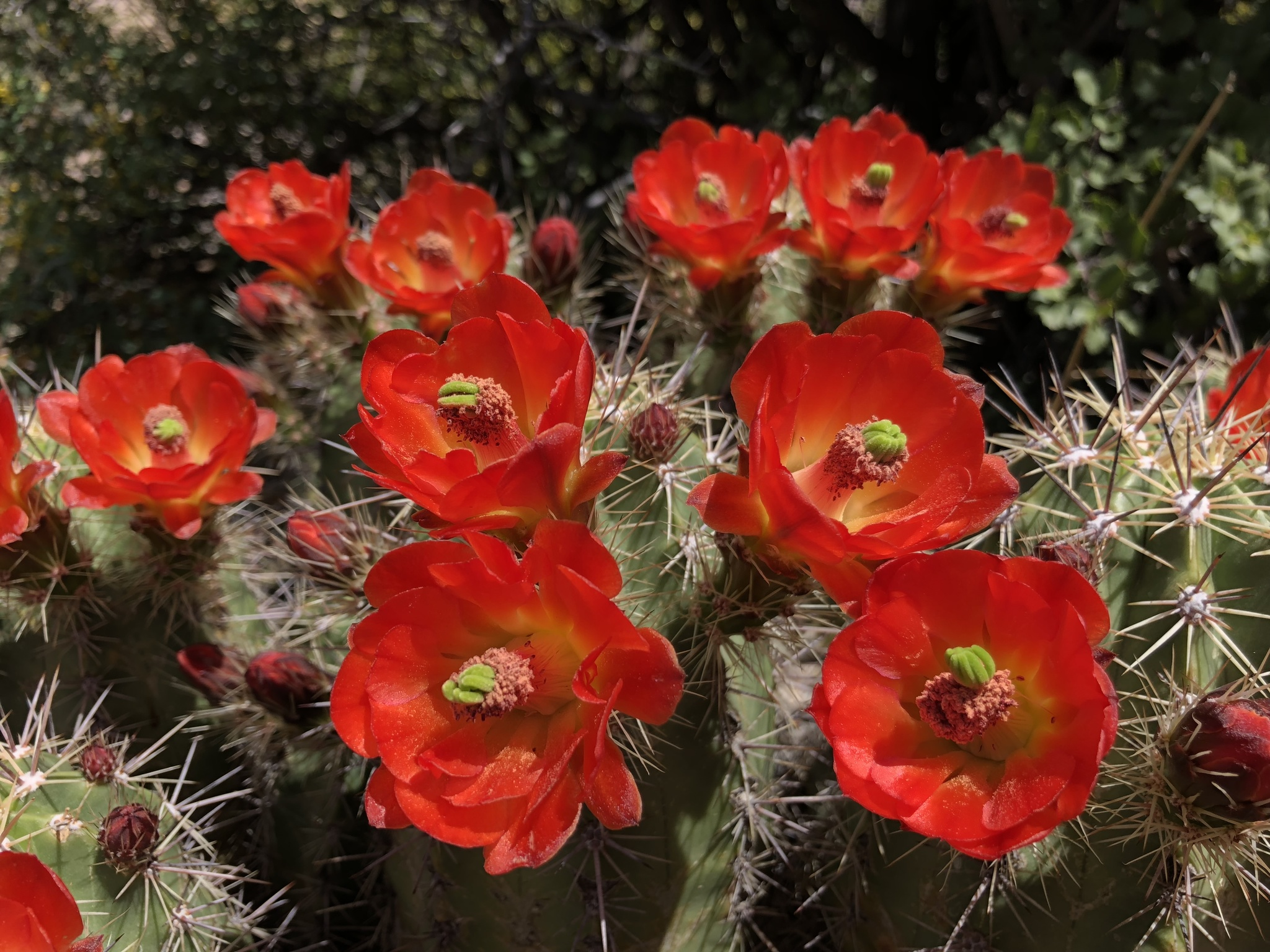
Detalle de las flores

Los frutos tienen forma globosa, son espinosos y miden entre 2 y 3 cm de diámetro. Comienzan siendo verdes y adquieren un tono marrón al alcanzar la madurez. Al madurar, se abren por un costado y liberan numerosas semillas negras envueltas en una pulpa carnosa de color blanco. Cada fruto contiene entre 53 y 1.466 semillas, con un promedio aproximado de 379 por fruto. Esta especie es diploide, con un número de cromosomas de 2n = 22.

## Distribución y hábitat
El área de distribución nativa de esta especie abarca desde Arizona y Nuevo México, hasta el noreste de México (concretamente en el estado de Chihuahua).
Habita principalmente en biomas desérticos o de matorral seco, a altitudes que oscilan entre los 1050 y los 2500 metros sobre el nivel del mar. Suele crecer en chaparrales, bosques de robles, colinas boscosas, suelos franco-arenosos y desiertos abiertos con arbustos.

## Taxonomía
Echinocereus arizonicus fue descrita por los botánicos estadounidenses Joseph Nelson Rose y Charles Russell Orcutt, y publicada por primera vez en la revista científica Cactography 1926 (1): 3 en 1926.
Etimología
- Echinocereus: nombre genérico formado a partir de las palabras latinas ĕchīnus (que significa ‘erizo’) y cereus (que se traduce como 'vela' o 'cirio'), en alusión a los tallos cortos, columnares y espinosos que presentan las especies de este género.[10]
- arizonicus: epíteto geográfico que hace referencia a Arizona (Estados Unidos), lugar donde fue hallada la planta.[11]

### Subespecies
Actualmente se distinguen cuatro subespecies:
| Imagen | Subespecie                                                       | Descripción | Distribución                                                               |
| ------ | ---------------------------------------------------------------- | --- | -------------------------------------------------------------------------- |
|        | Echinocereus arizonicus subsp. arizonicus                        | Tiene un tallo de hasta 40 cm de alto y 10 cm de diámetro.                                                                                 | Centro de Arizona                                                          |
|        | Echinocereus arizonicus subsp. matudae (Bravo) Rutow             | Tiene un tallo más grande, de hasta 50 cm de alto y 12 cm de diámetro, un número reducido de costillas con menos espinas cortas y gruesas. | Noreste de México (Chihuahua)                                              |
|        | Echinocereus arizonicus subsp. nigrihorridispinus W.Blum & Rutow | Tiene pelos mucho más largos en las flores, un tubo floral más estrecho y espinas relativamente delgadas.                                  | Desde el sureste de Arizona hasta el suroeste de Nuevo México              |
|        | Echinocereus arizonicus subsp. oldachiorum W.Blum & P.B.Breslin  | Tiene una longitud de semilla más corta.                                                                                                   | Desde el este de Arizona hasta el oeste y oeste del centro de Nuevo México |

Sinonimia
- Sinónimos de Echinocereus arizonicus subsp. arizonicus:[12] (no tiene)
- Sinónimos de Echinocereus arizonicus subsp. matudae:[13]
  - Echinocereus matudae Bravo (1961)
- Sinónimos de Echinocereus arizonicus subsp. nigrihorridispinus:[14] (no tiene)
- Sinónimos de Echinocereus arizonicus subsp. oldachiorum:[15] (no tiene)

## Estado de conservación
En la Lista Roja de Especies Amenazadas de la UICN, la especie está clasificada como de "Preocupación Menor (LC)” y la principal amenaza que sufre la especie se debe a la minería.

## Usos

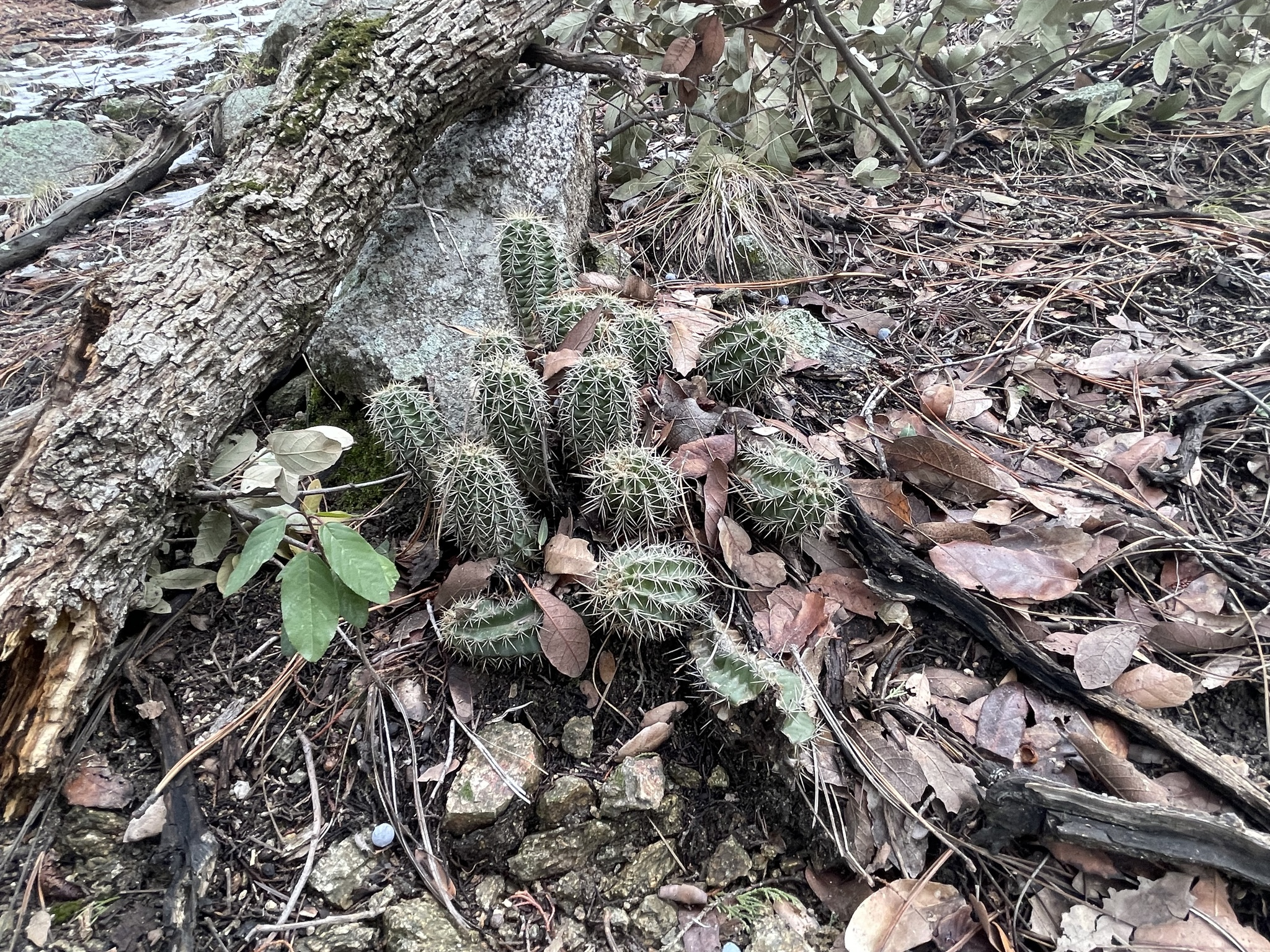
Planta en su hábitat

Echinocereus apachensis se cultiva principalmente como planta ornamental. Su crecimiento es lento pero puede acelerarse mediante riegos adecuados, temperaturas cálidas y fertilización ligera durante la temporada activa, aunque es vulnerable a la pudrición si recibe exceso de humedad.
Requiere un sustrato muy poroso y ligeramente ácido, con materiales como piedra pómez o perlita, y prospera en suelos pobres y rocosos al aire libre. Necesita exposición solar intensa, recomendándose varias horas de sol directo al día, especialmente si se cultiva en interiores. El riego debe ser moderado para evitar daños por humedad, pues demanda más agua que otros cactus desérticos para florecer.
En su entorno natural, este cactus tolera temperaturas bajas entre -10 °C y -25 °C durante periodos breves, aunque en cultivo se aconseja mantenerla por encima de 5 °C en invierno y con buen drenaje para evitar enfermedades fúngicas. Requiere trasplantes cada dos años y espacio suficiente para su desarrollo, prefiriendo macetas amplias y poco profundas con buen drenaje. Las plagas son poco frecuentes, pero puede sufrir enfermedades fúngicas si se mantiene húmeda en condiciones frías.